# Friedrich Zwoneček
Friedrich Zwoneček (auch: Bedřich Zwoneček, Friedrich Zwoneczek und Friedrich Zwonecek; * 31. Mai 1817 in Brünn; † 9. Januar 1848 in Brünn) war ein Dirigent und Komponist.

## Leben
Friedrich Zwonečeks Vater war ein Brünner Bürger. Sein Onkel war Theaterdirektor in Brünn. Dieser und Friedrich Zwonečeks älterer Bruder waren auch für die erste musikalische Ausbildung zuständig. Durch privaten Gesangs-, Gitarren- und Klavierunterricht war er im Alter von zehn Jahren so versiert, dass er mehrere Reisen mit einer Gesellschaft von Alpensängern machen und diese an Klavier und Gitarre begleiteten konnte. Als siebzehnjähriger übernahm er 1834 die Stelle eines Chordirektor am neu erbauten Theater in Agram, dem heutigen Zagreb. 1835 ging er wieder nach Brünn. Dort nahm er Unterricht  bei Gottfried Rieger. Zunächst am Theater war er ab 1839 Chordirektor. Hier begann er zu komponieren. Ab Ostern 1843 ging er für ein Jahr ans Ständetheater nach Prag. Hier lernte er den dortigen Kapellmeister Ferdinand Stegmmayer (1803–1863) kennen, der sein weiteres Schaffen beeinflusste. Fürs Ständetheater schrieb er eine Operette und ein Vaudeville. Danach war er wieder Kapellmeister am Stadttheater in Brünn. Ab 1847 wurde seine körperliche Konstitution immer schwächer. Nach zeitgenössischen Quellen wurde eine unheilbare Luftröhrenschwindsucht diagnostiziert. Er starb 1848 während der Vorbereitung seiner Vaudeville-Oper Udolphs Geheimnis am 9. Januar 1848 in Brünn. Er wurde dort am 11. 1848 Januar nachmittags beigesetzt. Es spielte die Kapelle des 12. Jägerbataillons einen von Zwoneček selbst komponierten Trauermarsch. Die Einnahmen der Premierenvorstellung von Udolphs Geheimnis wurden für die Begräbniskosten verwendet.

## Werke (Auswahl)
- Das öde Schloss, auch: Das öde Geisterschloss, Operette, 1843. Libretto: Graf Ferdinand Schirnding (1808–1845). Die Uraufführung fand im Ständetheater in Prag statt.[2][10]

- Vocativus Zeiserle. auch: Vocatius Zeiserle.[2] (oder Moldaunixe und Putzmacherin)[11], Vaudeville-Oper, 1843. Libretto: Graf Ferdinand Schirndi. Die Uraufführung fand im Ständetheater in Prag statt.[2][12] Das Morgenblatt für gebildete Leser schreibt: ein lokales romantisch, komisches Feenmährchen mit Gesang, Tanz, Gruppierungen und Tableaux in zwei Lebensbildern, nebst einen Vorspiele[13]
- Ein Vaterherz, romantisch-komisches Gemälde mit Gesang und Tänzen von Wilhelm Just Sohn. Die Musik komponierten verschiedene Komponisten. Die Ouvertüre stammte von Franz von Suppè. Neben Friedrich Zwoneček waren dies Wilhelm Ludwig Reuling, Carl Binder, Anton Emil Titl und Anton M. Storch. Die Uraufführung fand am 24. April 1847 statt.[14]

- Eisele und Beisele in Brünn. auch: Baron Beisele und Doctor Eisele's Ankunft in Brünn, oder: Brautfahrts-Fatalitäten Neuer Gelegenheitsschwank mit Gesang in 3 Akten von Joseph Riener, Musik von Friedrich Zwoneczek .[3][15]
- Ein Tag, eine Nacht und ein Morgen in Brünn, auch: Ein Morgen, ein Mittag, ein Abend in Brünn,  Vaudeville-Oper. Text: Kannet.  Die Uraufführung fand am 2. Oktober 1844 am Stadttheater in Brünn statt.[16][17]
- Udolphs Geheimnis, Vaudeville-Oper, 1847, Libretto: Seraphin Mandelzweig. Die Uraufführung fand am 12. Januar 1848 am Stadttheater in Brünn statt.[9][18]

Das Bibliographische Lexikon des Kaiserthums Österreich führt auf, dass er diverse Chöre, Lieder, Quartette und Entreacts komponiert habe. Am Ständetheater habe er mehrere Ouvertüren und Gesangstücke mit Begleitung des vollen Orchesters geschrieben. Zurück in Brünn habe er wieder mehrere Lieder vertont. Darunter sei ein Lied mit Posthorn oder Hornbegleitung gewesen, dass von der dortigen Sängerin Rudini mehrere Male aufgeführt worden wäre.